# Jean-Paul Gomez
Pour les articles homonymes, voir Gomez.
Jean-Paul Gomez  (né le 8 mai 1945 à Ligugé) est un athlète français, spécialiste des courses de fond.

## Biographie
Il remporte deux titres de champion de France du 10 000 m en 1975 et 1976.
Il participe aux Jeux olympiques de 1976 et se classe neuvième de l'épreuve du 10 000 mètres.
A cette occasion, il améliore le record de France du 10 000 mètres de Noël Tijou en parcourant la distance en 28 min 1 s 88.
En 1978, il devient champion du monde de cross par équipes lors des championnats du monde de cross, à Glasgow en Écosse.
Cette année là, il remporte le titre de champion de France du marathon à Mérignac.

## Palmarès

### National
Championnats de France Élite :
- 2 fois vainqueur du 10 000 m en 1975 et 1976.
- Vainqueur du marathon en 1978 en 2 h 16 min 34 s à Mérignac.

### International
- 34 sélections en équipe de France A

| Date | Compétition                    | Lieu     | Résultat | Épreuve           | Performance |
| ---- | ------------------------------ | -------- | -------- | ----------------- | ----------- |
| 1974 | Championnats du monde de cross | Monza    | 3e       | Cross par équipes | 215 pts     |
| 1976 | Championnats du monde de cross | Chepstow | 3e       | Cross par équipes | 187 pts     |
| 1978 | Championnats du monde de cross | Glasgow  | 1er      | Cross par équipes | 151 pts     |

## Records
| Épreuve  | Performance     | Lieu     | Date |
| -------- | --------------- | -------- | ---- |
| 5 000 m  | 13 min 39 s 9   | Lausanne | 1977 |
| 10 000 m | 28 min 1 s 88   | Munich   | 1976 |
| Marathon | 2 h 16 min 34 s | Mérignac | 1978 |